# Leila Rodríguez Stahl
Leila Rodríguez Stahl (sinh ngày 30 tháng 3 năm 1942 tại San José, Costa Rica) là một công dân người Costa Rica, họa sĩ, nhà điêu khắc và người chiến thắng trong cuộc thi sắc đẹp Miss Costa Rica năm 1960. Bà là Đệ nhất phu nhân Costa Rica từ năm 2002 đến 2006 trong nhiệm kỳ tổng thống của chồng bà, Abel Pacheco.
Rodriguez sinh ra với Yurán Rodríguez Rodríguez và Leila Stahl Navarro ở San José, Costa Rica vào ngày 30 tháng 3 năm 1942. Bà là đứa con thứ ba trong gia đình. Rodriguez học trường tiểu học tại Escuela Vitalia Madrigal. Ban đầu bà ghi danh học tại Colegio Superior de Señoritas cho trường trung học, nhưng sau đó được chuyển đến Colegio Sagrado Corazón de Jesús ở San José. Sau đó, bà đã tham dự Escuela Boston và American Business Academy. Rodriguez cũng học nghệ thuật và vẽ tranh tại một trường học ở Chicago, Illinois, nơi bà sống trong 5 năm.
Rodríguez kết hôn với Abel Pacheco, Tổng thống Costa Rica trong tương lai, vào ngày 20 tháng 11 năm 1975. Rodríguez và Pacheco có một con trai, Fabian. Abel Pacheco cũng có năm người con từ cuộc hôn nhân đầu tiên của mình: Abel, Elsa, Yolanda, Sergio và Valeria.
Bà đã tổ chức ít nhất bốn cuộc triển lãm nghệ thuật lớn trong thập niên 1990, bao gồm hai triển lãm tại Club Unión vào năm 1991 và 1995, Galería Valanti vào năm 1993, và một cuộc triển lãm được gọi là III Encuentro de Primeras Damas de América y el Caribe vào năm 1993. Một sự phục hồi công việc của bà, Paisajes y bodegones,với những bức tranh phong cảnh và cuộc sống vẫn được mở tại Cultural Center của Chile ở Los Yoses, Costa Rica, vào ngày 25 tháng 10 năm 2002.
Rodríguez là Đệ nhất phu nhân Costa Rica từ năm 2002 đến năm 2006. Dưới thời Rodríguez, Văn phòng Đệ nhất phu nhân thúc đẩy lịch sử Costa Rica và bản sắc dân tộc bằng cách tập trung vào ba lĩnh vực: văn hóa, làm đẹp và nghệ thuật và môi trường. Trọng tâm của chương trình của bà, được mở rộng trên toàn quốc, khác nhau tùy thuộc vào văn hóa địa phương và lịch sử của các bang riêng lẻ. Văn phòng của bà cũng phối hợp các chương trình khác, bao gồm phòng khám mắt và xây dựng trường học cho trẻ khuyết tật thần kinh, hỗ trợ bốn nền tảng:: Mundo Solidario, Mundo de Opportunidades, Mundo de Luz, và Cadena Mayor. Văn phòng đệ nhất phu nhân không nhận được tài trợ quốc gia từ chính phủ Costa Rica. Đáp lại, Rodríguez đã quyên góp các khoản đóng góp tư nhân để tài trợ cho các chương trình của bà và thuê một số nhân viên của 60 nhân viên.